# Ventilader
 (août 2018).
Ventilader est un groupe de rock mexicain, originaire de Mexico. Le groupe compte à son actif quatre albums studio, Ápice (2007), Olas (2009), Astromelia (2011), No es un adiós (2014).

## Biographie
Avec des membres de différents coins du pays (Acapulco, Monterrey et le Distrito Federal, et même d'Argentine), Ventilader fait ses débuts en 2005 à Monterrey. Il est lancé par le chanteur Jorge Marrón et le batteur Mersi. Au fil des années, le groupe se stabilise avec l'arrivée d'Ignacio Stabile aux claviers, Praim à la guitare, et Gonchis à la basse. « Notre objectif est de continuer à maintenir le groupe année après année et nous sommes toujours surpris par les résultats obtenus », explique Gonchis. Après près de 10 ans, Ventilader sort cinq albums et joue dans des festivals tels que Vive Latino (à trois reprises), Corona Capital, et le SXSW.
Plus tard, le groupe signe un contrat de distribution avec le label Sony Music. Dès lors, l'album No es un adiós, est publié en 2014 ; il est produit par Leonel García et fait participer ce dernier aux côtés de Natalia Lafourcade. En 2015, Ventilader fête ses dix ans au Lunario.

## Discographie

### Albums studio
- 2007 : Ápice (Noiselab Records)
- 2009 : Olas (Versivan Records/Universal Music)
- 2011 : Astromelia (Indie Alliance Records)
- 2014 : No es un adiós (Sony Music)

### EP et singles
- 2007 : Metido hasta adentro
- 2009 : Vas o vienes
- 2010 : Guía y pasajero EP (Versivan Records)
- 2010 : Sobreexpuesta
- 2011 : Todo a su tiempo
- 2012 : La Historia se repite
- 2012 : Astromelia
- 2014 : Ecos
- 2015 : Uno de esos días
- 2015 : Al día siguiente

### Collaborations
- Miércoles de Ceniza (hommage à Caifanes-Jaguares)
- Siempre en domingo (Jumbo-Restaurant Revisitado)
- Vamos a darnos tiempo (hommage à José José Vol. 2)